# Maciá
Pour les articles homonymes, voir Macia.
Maciá est une localité rurale argentine située dans le département de Tala et dans la province d'Entre Ríos.

## Histoire
Au départ, il s'agissait de la gare ferroviaire Gobernador Maciá. Dans cette région de la Selva de Montiel, le bois de chauffage et le charbon de bois étaient utilisés pour les chaudières des locomotives à vapeur. Maciá est apparue comme une gare dans le contexte de l'essor du chemin de fer comme moyen de transport des matières premières dans un pays qui concevait sa structure dans ce but.
En novembre 1898, le gouvernement provincial de Salvador Maciá et The Entre Rios Railways Company Ltd. ont signé un accord pour construire l'embranchement Sola-San José de Feliciano. Le 11 octobre 1899, le gouverneur Leonidas Echagüe et le Dr Maciá ont officiellement inauguré cette ligne secondaire en présence de créoles locaux. Cette date est considérée comme la date de fondation.
À l'époque de sa fondation, les familles traditionnelles de la région étaient les propriétaires terriens : les frères Acebal, les frères Barbiero, Barboza. Il y avait également des familles de nouveaux arrivants notables dont les entreprises étaient basées sur la spéculation dans la vente et l'achat de terrains et d'entreprises commerciales. Ainsi, Lecumberri, Amastriain, Oliver, Ghiglione, Goldaracena, entre autres.
Par la loi no 3422 promulguée le 2 janvier 1947 et le décret no 23/1947 du 8 janvier 1947, la municipalité de deuxième catégorie Estación Gobernador Maciá a été créée, régie par un conseil de développement,.
Elle est devenue une ville et une municipalité de 1re catégorie par la loi no 8857 sanctionnée le 30 août 1994, après avoir dépassé les 5 000 habitants.

## Religion
| Diocèse  | Gualeguaychú                           |
| -------- | -------------------------------------- |
| Paroisse | Nuestra Señora de la Medalla Milagrosa |